# Assita Kanko
Assita Kanko (Godyr, Burkina Faso, 14 de julio de 1980) es una periodista y política belga. Fue elegida diputada del Parlamento Europeo en 2019.

## Biografía
Kanko nació en Godyr, Burkina Faso, en 1980. De madre mossi y padre gurunsi, comenzó siendo activista por la prohibición de la mutilación genital femenina.
A raíz del asesinato del influyente periodista Norbert Zongo, empezó a estudiar periodismo y se convirtió en activista de los derechos humanos. Marchó a los Países Bajos en 2001 para estudiar periodismo y más tarde se estableció en Bruselas. Obtuvo la nacionalidad belga en 2008.
Fue elegida concejal del Ayuntamiento de Ixelles por el partido de habla francesa Mouvement Réformateur en 2012. En 2018, se unió al partido neerlandés Nueva Alianza Flamenca, declarando que apoyaba las políticas migratorias del partido y de su portavoz, Theo Francken.
Kanko fue elegida diputada del Parlamento Europeo en la lista del N-VA en 2019. Se ha descrito como activista por los derechos de las mujeres y ha fundado una organización llamada Polin para impulsar la igualdad de oportunidades y la implicación de la mujer en la política. Ha hablado de la importancia de defender los valores de la Ilustración europea y ha abogado por una mejor integración de las personas migrantes en la sociedad actual. Además, es una férrea defensora de Israel y contra el antisemitismo en Europa.
Aparte de su trabajo político, Kanko ha trabajado como columnista en De Standaard.